# Brynhild

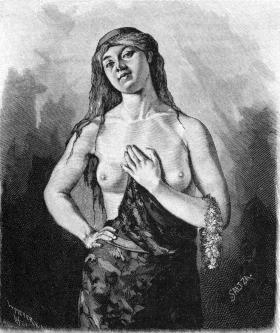
Brynhild (ur Fredrik Sanders utgåva, 1893).

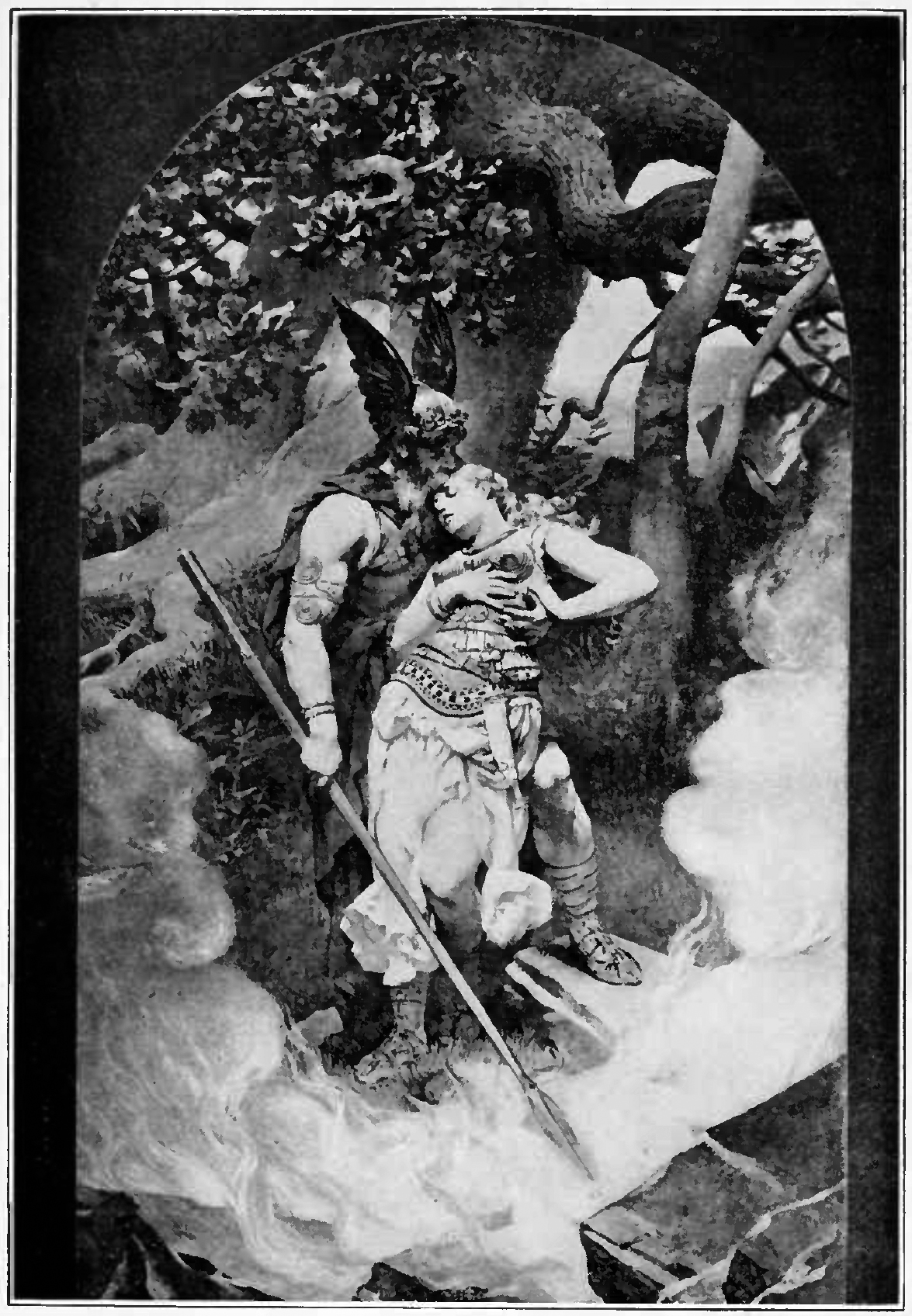
Odens farväl till Brynhild

Brynhild var en sköldmö i nordisk mytologi. Hon är dotter till sagokungen Budle. Brynhild antas vara inspirerad av den historiska Brunhilda, och namnet/figuren har flera gånger använts inom teater och film.

## Biografi

### I nordisk mytologi
I en episod berättas det att hon trotsade Oden genom att välja fel vinnare efter ett slag, varpå Oden lät stänga in henne i ett rum av eld. Sigurd Fafnesbane och Gunnar Gjukesson hade förälskat sig i henne och hon räddas så av Sigurd. Svartsjuka får Brynhild att driva Gunnar och hans bröder till att döda Sigurd (Sigurd var redan gift med Gunnars syster Gudrun Gjukadotter, kallad  Krimhild i Nibelungenlied). Brynhild överger sin dödlige make och följer Sigurd genom att sticka ett svärd i sig själv för att sedan förgå med honom på bålet.
Brynhild fick dottern Aslög tillsammans med Sigurd Fafnesbane. Brynhild hade också en systerson som hette Allsvinn, inte att förblanda med hästen Allsvinn.

### Historisk bakgrund
Brynhild har antagits ha historisk bakgrund i Brunhilda, drottning av Austrasien.

## Relaterade namn
Från den tyska medeltidslitteraturens mycket kända verk, Nibelungenlied, är Brynhild främst känd som drottning Brünhilde, Krimhild av Burgunds svägerska.
I den animerade filmen Ponyo på klippan vid havet är titelpersonen identisk med guldfiskprinsessan Brünnhilde. I en sekvens syns filmens Brünnhilde/Ponyo springa på havets vågor, till musik inspirerad av Richard Wagners "Valkyriornas ritt" (i Wagners opera Valkyrian är Brünnhilde en av valkyriorna).